# 武斯特豪森
武斯特豪森（德語：Wusterhausen/Dosse）是德国勃兰登堡州的一个市镇，隶属于东普里格尼茨-鲁平县。总面积为196.34平方千米，截至2020年总人口为5761人。